# TOI-1235
TOI-1235 — одиночная звезда в созвездии Большой Медведицы на расстоянии приблизительно 129 световых лет (около 39,7 парсек) от Солнца. Видимая звёздная величина звезды — +11,493m. Возраст звезды оценивается как около 800 млн лет.
Вокруг звезды обращается, как минимум, одна планета.

## Характеристики
TOI-1235 — красный карлик спектрального класса M0,5V. Масса — около 0,64 солнечной, радиус — около 0,63 солнечного, светимость — около 0,08 солнечной. Эффективная температура — около 3872 К.

## Планетная система
В 2020 году группой астрономов проекта TESS у звезды обнаружена планета TOI-1235 b.